# Anti-Xa
De anti-Xa test wordt gebruikt om de mate van antistolling door laag moleculair gewicht heparines (LMWH) te volgen. Bij deze bepaling wordt de remming door het antitrombine-heparinecomplex op factor Xa bepaald. LMWH’s geven duidelijk een andere remming dan heparine door het verminderde effect op trombine, hierdoor is de APTT (geActiveerde Partiele Tromboplastine Tijd) geen bruikbare merker voor deze therapie. Ondanks de aanwijzingen in de bijsluiter dat geen controle noodzakelijk is van de profylactische dan wel therapeutische therapie met LMWH’s, komt het regelmatig voor dat er een verzoek gedaan wordt aan het laboratorium voor de controle van de therapie.
Indicaties voor het monitoren van LMWH met behulp van de anti-Xa bepaling zijn:
- obese patiënten (> 110 kg)
- neonaten en kinderen
- patiënten met nierinsufficiëntie (klaring < 20 ml/min)
- zwangeren
- patiënten met verhoogde bloedingsneiging

Voor de klinische interpretatie van de uitslag van de anti-Xa-bepaling is het noodzakelijk om de soort en de hoeveelheid heparine, het tijdstip van toediening en de afnametijd van het bloedmonster te registreren.